# 金丝桃叉丝壳
金丝桃叉丝壳（学名：Microsphaera hyperici）是属于白粉菌目白粉菌科叉丝壳属的一种真菌，寄生在金丝桃属植物上。该种分布于中国。